# 向量組的秩

## 定义

### 一般定义
向量組的秩即為向量組中的任一最大線性無關組所含有的向量個數.

### 维数定义
在向量空间{\displaystyle \mathbb {R} }n中任意向量组构成的集合{\displaystyle \{X_{1},X_{2},...,X_{r}\}}（可能是无限的），那么该与该向量组对应的向量子空间{\displaystyle <X_{1},X_{2},...,X_{r}>}的维数{\displaystyle r}≤{\displaystyle n}那么这个{\displaystyle n}就叫该向量组的秩.

#### 举例
舉例來說，設有一向量組{\displaystyle S:\{a_{1},a_{2},...,a_{m}\}}，若存在r個向量{\displaystyle a_{1},a_{2},...,a_{r}\in S}，且r個向量為向量組{\displaystyle S}的最大線性無關組，則此最大線性無關組的向量個數r，即為向量組{\displaystyle S}的秩.
假设矩阵A的列秩为r，记矩阵A的列向量为{\displaystyle c_{1},c_{2},\cdots ,c_{n}}，于是能找到r个线性无关的列向量，使得等式{\displaystyle x_{1}c_{i_{1}}+x_{2}c_{i_{2}}+\cdots +x_{r}c_{i_{r}}=0}只有零解.另一方面，可知此线性方程组只有零解当且仅当它的行向量组的秩{\displaystyle \geq r}.于是能在此线性方程组的系数矩阵中找到r个线性无关的行向量.注意到这些行向量是由矩阵A的行向量缩短得到的.给这些行向量增加若干个分量，我们就得到矩阵A的r个线性无关的行向量.因此矩阵A的行秩必然{\displaystyle \geq }列秩.同样可证矩阵A的列秩{\displaystyle \geq }行秩.所以行秩等于列秩.记之为矩阵的秩.